# Chloumek (přírodní památka)
Chloumek je přírodní památka, která se nachází zhruba jeden a tři čtvrtě kilometru západně od obce Bečov v okrese Most v Ústeckém kraji. Rozkládá se na jihozápadním okraji protáhlého návrší Chlum (259 m), zhruba 400 metrů zjz. od jeho hlavního vrcholku. Přírodní památka byla vyhlášena 20. ledna 1969 z důvodu ochrany travnatých stepních společenstev. V lokalitě roste kavyl sličný (Stipa pulcherrima), kavyl tenkolistý (Stipa tirsa), kavyl Ivanův (Stipa pennata), kozinec bezlodyžný (Astragalus exscapus), divizna brunátná (Verbascum phoeniceum), či bělozářka liliovitá (Anthericum liliago). Chloumek je známý výskytem teplomilného hmyzu.

## Galerie

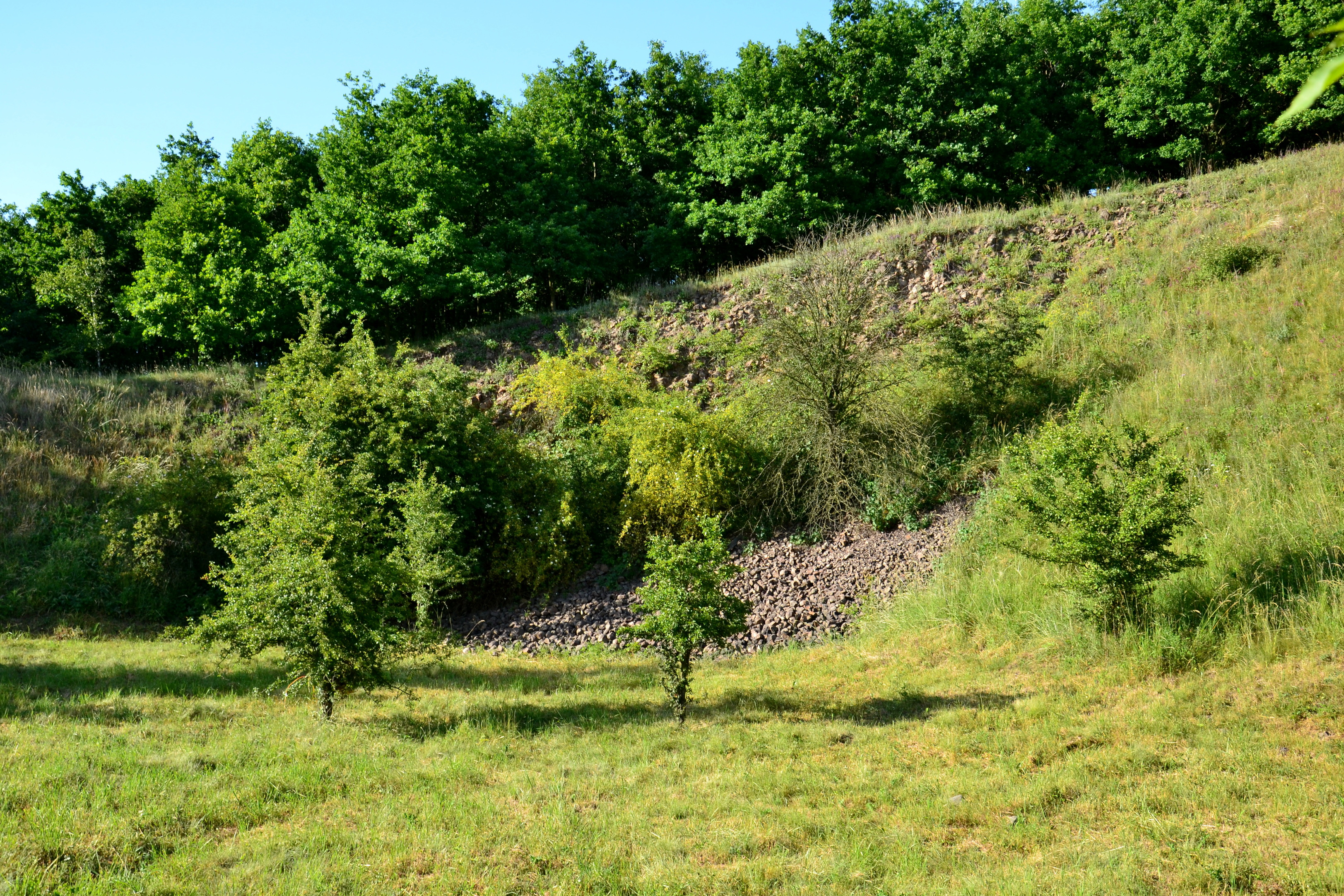
Malý zarostlý lom v západním úbočí vrchu
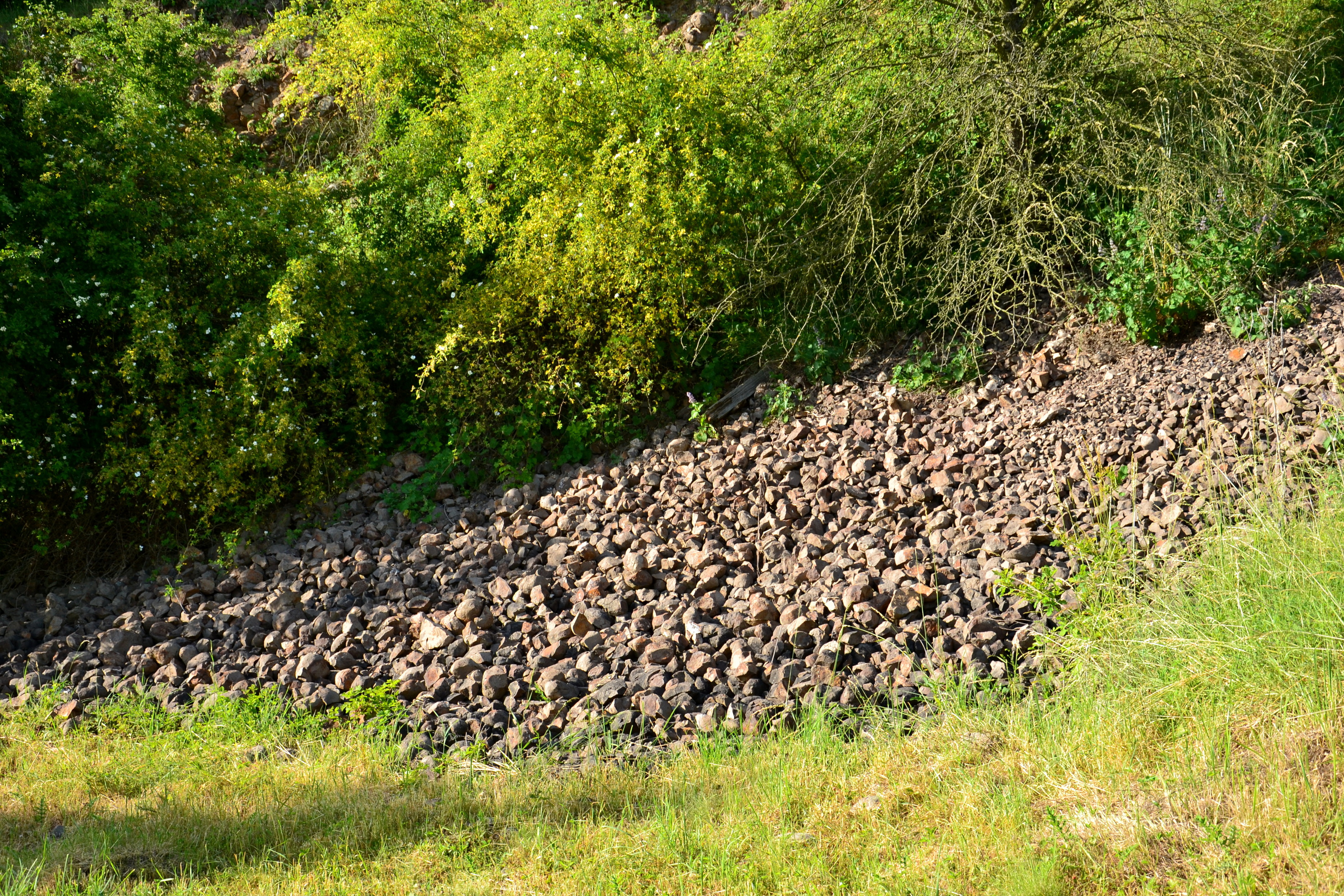
Kulovitý rozpad nefelinitu v lomu
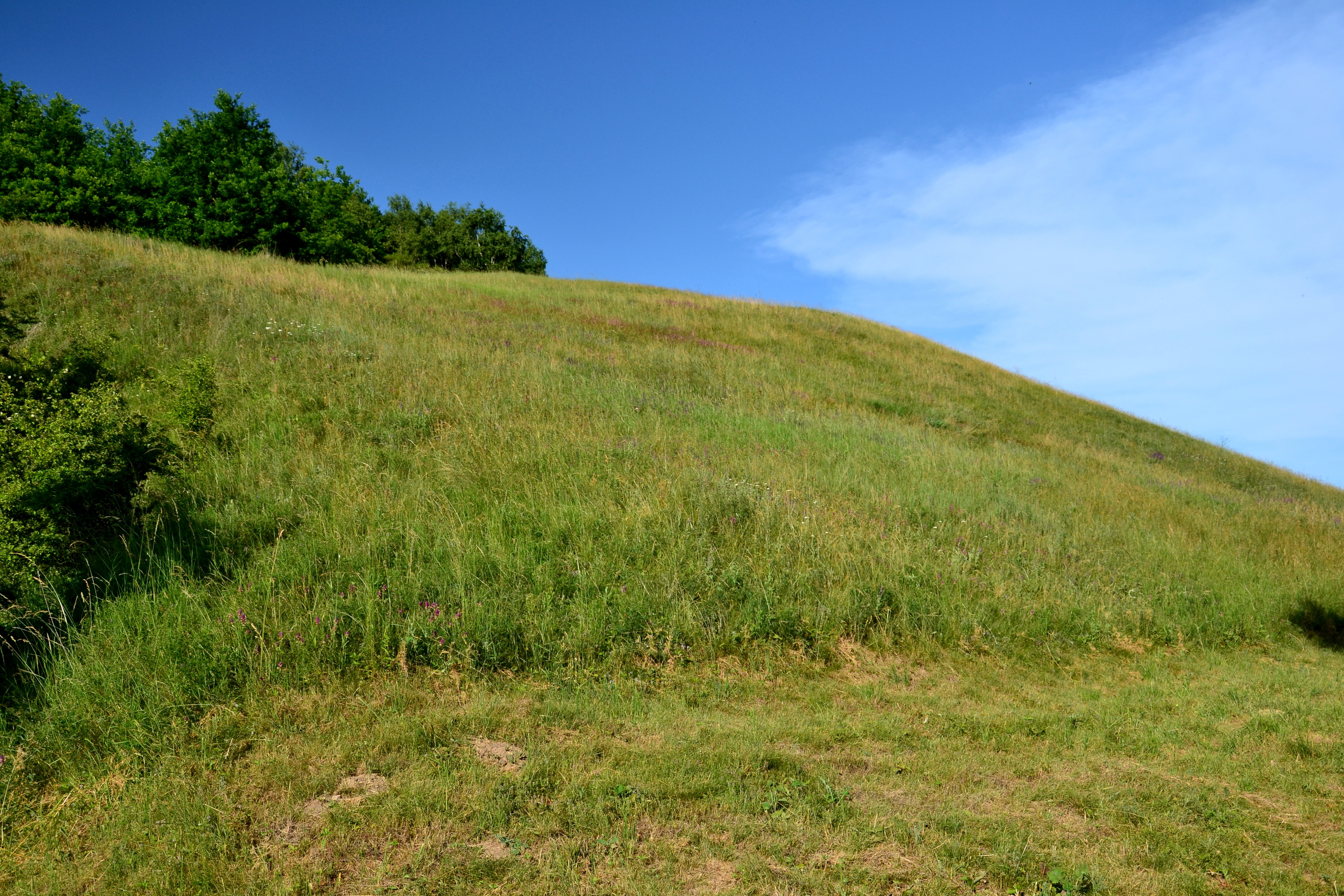
Jihozápadní stráň
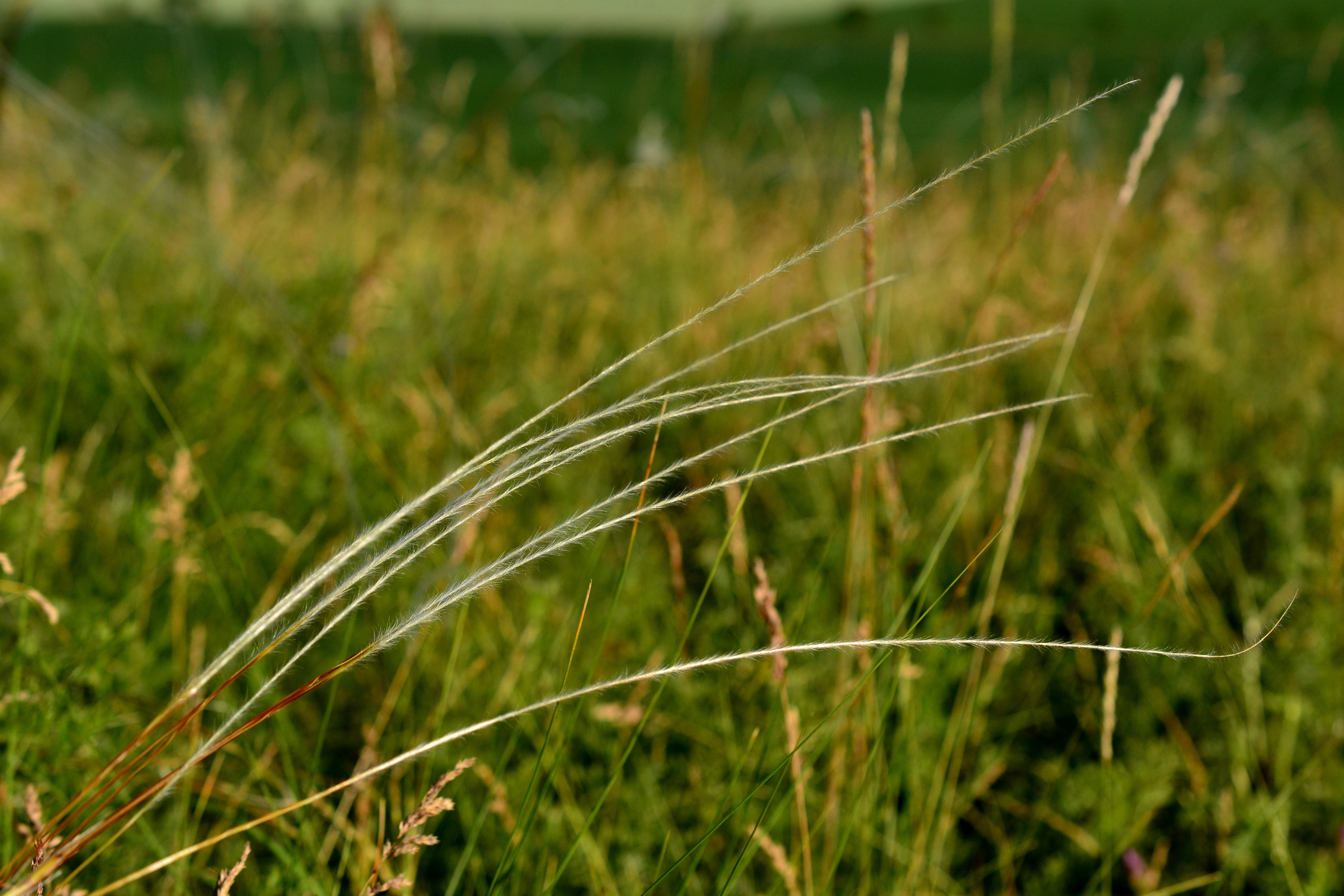
Kavyl tenkolistý
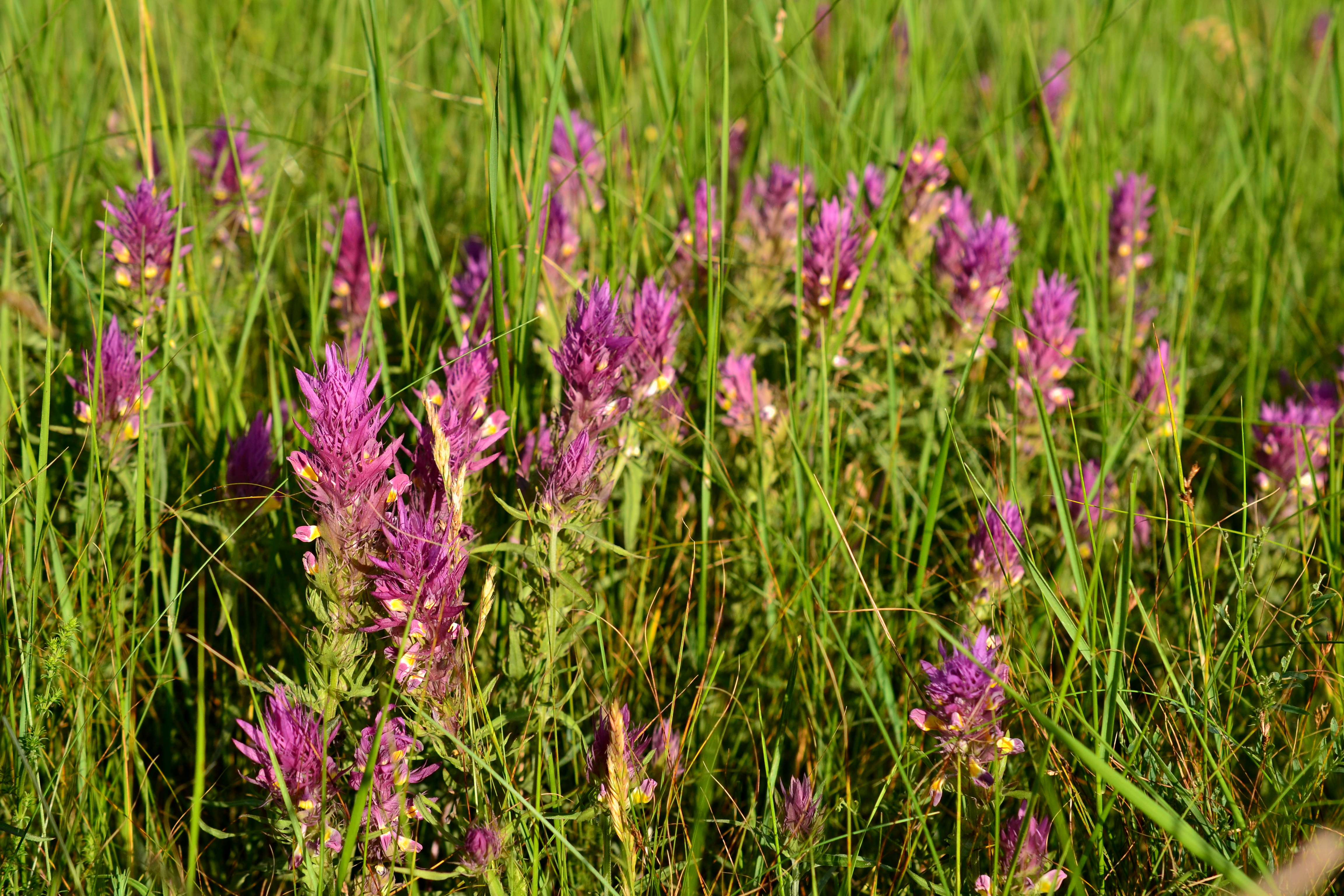
Černýš rolní